# 二营子站
44°47′51″N 125°02′10″E / 44.797413°N 125.035996°E
二营子站是位于吉林省前郭尔罗斯蒙古族自治县新立乡的一个铁路车站，邮政编码131113。车站建于1934年，有长白铁路经过该站，现办理客货运业务，车站及其上下行区间均已电气化。车站距离长春站106公里，隶属沈阳铁路局，是四等站。